# Wang Xinxin
Wang Xinxin (hanzi: 王新欣; Dezhou, 4 februari 1998) is een Chinees beachvolleyballer. Ze nam eenmaal deel aan de Olympische Spelen.

## Carrière
Wang debuteerde in 2014 in de FIVB World Tour en nam met verschillende partners deel aan vier toernooien. Het seizoen daarop vormde ze een team met Ding Jingjing. Het duo was actief in onder meer de nationale en contintentale competitie en kwam bij vijf wedstrijden in de World Tour niet verder dan een drie-en-dertigste plaats in Xiamen. In 2016 namen Wang en Ding deel aan vier toernooien, waarbij ze een overwinning en derde plaats behaalden bij de AVC-toernooien van Can Tho en Ha Long. Met Cao Shuting deed ze verder mee aan de wereldkampioenschappen onder de 19 in Larnaca en met Zhang Xinchen was ze actief op drie toernooien in het Chinese beachvolleybalcircuit. In het daaropvolgende seizoen partnerde Wang met Xue Chen. Het duo speelde vijf reguliere toernooien in de World Tour met als beste resultaat een tweede plaats in Nantong. Bij de wereldkampioenschappen in Wenen bereikten ze de zestiende finale waar ze verloren van het Amerikaanse duo Summer Ross en Brooke Sweat. Bij de Aziatische kampioenschappen in Songkhla strandde het tweetal in de groepsfase.
In 2018 nam Wang deel aan zestien mondiale toernooinen, waarbij ze afwisselend een team vormde met Bai Bing, Xia Xinyi en Zeng Jinjin. Ze kwam daarbij tot een vijfde (Nantong) en drie negende plaatsen (Haiyang, Zhongwei en Qinzhou). Met Zeng deed ze bovendien mee aan de Aziatische Spelen in Palembang; het duo verloor de kwartfinale van de Kazachsen Tatjana Masjkova en Irina Tsymbalova. Met Xia eindigde ze verder als vierde bij de AK in Satun, nadat de troostfinale verloren werd van het Japanse duo Miki Ishii en Megumi Murakami. Het jaar daarop vormde Wang – tot en met 2021 – opnieuw een team met Xue. Het tweetal nam dat seizoen deel aan tien reguliere FIVB-toernooien met viermaal een negende plaats als beste resultaat. Bij de WK in Hamburg werden ze in de zestiende finale uitgeschakeld door het Braziliaanse duo Ana Patrícia Silva Ramos en Rebecca Silva; bij de AK in Maoming kwamen ze niet verder dan een vijfde plaats. Ze sloten het seizoen af met een drie-en-dertigste plaats bij de World Tour Finals in Rome en speelden in 2019 nog twee toernooien in het daaropvolgende seizoen van de mondiale competitie. Het jaar daarop eindigden ze bij de AK in Udon Thani opnieuw als vijfde. In 2021 namen Wang en Xue deel aan de Olympische Spelen in Tokio. Ze bereikten de achtste finale waar ze werden uitgeschakeld door het Australische duo Mariafe Artacho del Solar en Taliqua Clancy. Het daaropvolgende seizoen partnerde Wang opnieuw met Zeng.

## Palmares
Kampioenschappen
- 2021: 9e OS

FIVB World Tour
- 2017:  2* Nantong